# 2006 スダメリカーノ・フェメニーノ
2006 スダメリカーノ・フェメニーノは、2006年11月10日から11月26日にかけて、アルゼンチンで開催された第5回目のスダメリカーノ・フェメニーノ（南米女子サッカー選手権）である。この大会は2007 FIFA女子ワールドカップの南米予選を兼ねており、優勝したアルゼンチンと準優勝のブラジルが出場権を獲得した。また、優勝したアルゼンチンは北京オリンピック女子サッカー競技への出場権も手にした。

## 結果

### グループリーグ
各グループ上位2チームが決勝リーグに進出する。すべての試合はマル・デル・プラタのエスタディオ・ホセ・マリア・ミネージャにて開催された。

#### グループ A
| 順 | チーム       | 試 | 勝 | 分 | 敗 | 得 | 失 | 差  | 点 |
| -- | ------------ | -- | -- | -- | -- | -- | -- | --- | -- |
| 1  | アルゼンチン | 4  | 4  | 0  | 0  | 17 | 1  | +16 | 12 |
| 2  | ウルグアイ   | 4  | 2  | 0  | 2  | 4  | 4  | 0   | 6  |
| 3  | エクアドル   | 4  | 1  | 1  | 2  | 4  | 5  | −1  | 4  |
| 4  | コロンビア   | 4  | 1  | 1  | 2  | 4  | 11 | −7  | 4  |
| 5  | チリ         | 4  | 1  | 0  | 3  | 5  | 13 | −8  | 3  |

| 2006年11月10日 |

| チリ       | 1 – 2    | エクアドル         |
| Reyes 34分 | レポート | Velarde 39分, 50分 |

| エスタディオ・ホセ・マリア・ミネージャ（マル・デル・プラタ） |

| 2006年11月10日 |

| アルゼンチン               | 2 – 1    | ウルグアイ |
| Almeida 4分 · Potassa 63分 | レポート | Souza 11分 |

| エスタディオ・ホセ・マリア・ミネージャ（マル・デル・プラタ） |

| 2006年11月12日 |

| コロンビア   | 1 – 0    | ウルグアイ |
| Moscoso 17分 | レポート |            |

| エスタディオ・ホセ・マリア・ミネージャ（マル・デル・プラタ） |

| 2006年11月12日 |

| チリ | 0 – 8    | アルゼンチン                                                                                              |
|      | レポート | Potassa 4分, 22分 · Coronel 8分 · Almeida 27分 · Ojeda 30分 · Gómez 70分 · Huber 79分 · Hirmbruchner 86分 |

| エスタディオ・ホセ・マリア・ミネージャ（マル・デル・プラタ） |

| 2006年11月14日 |

| エクアドル | 0 – 1    | アルゼンチン |
|            | レポート | Gómez 54分   |

| エスタディオ・ホセ・マリア・ミネージャ（マル・デル・プラタ） |

| 2006年11月14日 |

| コロンビア          | 1 – 3    | チリ                           |
| （Gaete） 71分 (OG) | レポート | Arias 8分 · Quezada 81分, 87分 |

| エスタディオ・ホセ・マリア・ミネージャ（マル・デル・プラタ） |

| 2006年11月16日 |

| ウルグアイ                             | 2 – 1    | チリ        |
| Quinteros 43分 · （Barrera） 76分 (OG) | レポート | Quezada 4分 |

| エスタディオ・ホセ・マリア・ミネージャ（マル・デル・プラタ） |

| 2006年11月16日 |

| エクアドル                | 2 – 2    | コロンビア                  |
| Velarde 28分 · Vivas 47分 | レポート | Saavedra 62分 · Molina 69分 |

| エスタディオ・ホセ・マリア・ミネージャ（マル・デル・プラタ） |

| 2006年11月18日 |

| アルゼンチン                                                              | 6 – 0    | コロンビア |
| Gómez 3分 · Vallejos 21分, 52分 · Quiñónez 27分 · Huber 46分 · Ojeda 57分 | レポート |            |

| エスタディオ・ホセ・マリア・ミネージャ（マル・デル・プラタ） |

| 2006年11月18日 |

| ウルグアイ   | 1 – 0    | エクアドル |
| Laborda 67分 | レポート |            |

| エスタディオ・ホセ・マリア・ミネージャ（マル・デル・プラタ） |

#### グループ B
| 順 | チーム     | 試 | 勝 | 分 | 敗 | 得 | 失 | 差  | 点 |
| -- | ---------- | -- | -- | -- | -- | -- | -- | --- | -- |
| 1  | ブラジル   | 4  | 4  | 0  | 0  | 18 | 2  | +16 | 12 |
| 2  | パラグアイ | 4  | 3  | 0  | 1  | 11 | 7  | +4  | 9  |
| 3  | ベネズエラ | 4  | 1  | 1  | 2  | 4  | 10 | −6  | 4  |
| 4  | ペルー     | 4  | 1  | 0  | 3  | 3  | 7  | −4  | 3  |
| 5  | ボリビア   | 4  | 0  | 1  | 3  | 4  | 14 | −10 | 1  |

| 2006年11月11日 |

| ボリビア  | 1 – 1    | ベネズエラ    |
| Ríos 52分 | レポート | Espinosa 53分 |

| エスタディオ・ホセ・マリア・ミネージャ（マル・デル・プラタ） |

| 2006年11月11日 |

| パラグアイ   | 1 – 4    | ブラジル                                                  |
| Alarcón 69分 | レポート | クリスチアニ 19分, 53分 · Daniela Alves 46分 · Aline 59分 |

| エスタディオ・ホセ・マリア・ミネージャ（マル・デル・プラタ） |

| 2006年11月13日 |

| ペルー | 0 – 2    | ブラジル                       |
|        | レポート | クリスチアニ 6分 · Elaine 80分 |

| エスタディオ・ホセ・マリア・ミネージャ（マル・デル・プラタ） |

| 2006年11月13日 |

| ボリビア   | 1 – 5    | パラグアイ                                                         |
| Morón 40分 | レポート | Ortiz 1分 · Quintana 8分, 43分 · Alarcón 56分 (PK) · Martínez 83分 |

| エスタディオ・ホセ・マリア・ミネージャ（マル・デル・プラタ） |

| 2006年11月15日 |

| ベネズエラ  | 1 – 3    | パラグアイ                    |
| Lovera 20分 | レポート | Cuevas 63分, 81分 · Vega 66分 |

| エスタディオ・ホセ・マリア・ミネージャ（マル・デル・プラタ） |

| 2006年11月15日 |

| ペルー                                  | 2 – 1    | ボリビア     |
| （Chinchilla） 61分 (OG) · Dorador 63分 | レポート | Zamorano 8分 |

| エスタディオ・ホセ・マリア・ミネージャ（マル・デル・プラタ） |

| 2006年11月17日 |

| ブラジル                                                                     | 6 – 1    | ボリビア        |
| Daniela Alves 7分 · クリスチアニ 8分, 22分, 60分 · Mônica 13分 · Elaine 44分 | レポート | Morón 43分 (PK) |

| エスタディオ・ホセ・マリア・ミネージャ（マル・デル・プラタ） |

| 2006年11月17日 |

| ベネズエラ        | 2 – 0    | ペルー |
| Ferrer 29分, 73分 | レポート |        |

| エスタディオ・ホセ・マリア・ミネージャ（マル・デル・プラタ） |

| 2006年11月19日 |

| パラグアイ           | 2 – 1    | ペルー            |
| Vega 67分, 81分 (PK) | レポート | Tristán 87分 (PK) |

| エスタディオ・ホセ・マリア・ミネージャ（マル・デル・プラタ） |

| 2006年11月19日 |

| ブラジル                                                                                      | 6 – 0    | ベネズエラ |
| Daniela Alves 1分 · Renata Costa 12分 · Michele 27分, 45分 · クリスチアニ 56分 · Daniele 81分 | レポート |            |

| エスタディオ・ホセ・マリア・ミネージャ（マル・デル・プラタ） |

### 決勝リーグ
ラウンドロビン方式で対戦する。
| 順 | チーム       | 試 | 勝 | 分 | 敗 | 得 | 失 | 差  | 点 |
| -- | ------------ | -- | -- | -- | -- | -- | -- | --- | -- |
| 1  | アルゼンチン | 3  | 2  | 1  | 0  | 4  | 0  | +4  | 7  |
| 2  | ブラジル     | 3  | 2  | 0  | 1  | 12 | 2  | +10 | 6  |
| 3  | ウルグアイ   | 3  | 1  | 0  | 2  | 3  | 10 | −7  | 3  |
| 4  | パラグアイ   | 3  | 0  | 1  | 2  | 2  | 9  | −7  | 1  |

| 2006年11月22日 |

| アルゼンチン | 0 – 0    | パラグアイ |
|              | レポート |            |

| エスタディオ・ホセ・マリア・ミネージャ（マル・デル・プラタ） |

| 2006年11月22日 |

| ブラジル                                                                                    | 6 – 0    | ウルグアイ |
| Daniela Alves 11分, 23分 (PK) · Grazielle 47分, 86分 · Elaine 64分 · クリスチアニ 72分 (PK) | レポート |            |

| エスタディオ・ホセ・マリア・ミネージャ（マル・デル・プラタ） |

| 2006年11月24日 |

| アルゼンチン               | 2 – 0    | ウルグアイ |
| Gerez 71分 · Manicler 76分 | レポート |            |

| エスタディオ・ホセ・マリア・ミネージャ（マル・デル・プラタ） |

| 2006年11月24日 |

| ブラジル                                                                         | 6 – 0    | パラグアイ |
| クリスチアニ 6分, 27分 (PK), 62分, 64分 · Daniela Alves 36分 · Renata Costa 68分 | レポート |            |

| エスタディオ・ホセ・マリア・ミネージャ（マル・デル・プラタ） |

| 2006年11月26日 |

| ウルグアイ             | 3 – 2    | パラグアイ        |
| Souza 27分, 62分, 67分 | レポート | Cuevas 17分, 44分 |

| エスタディオ・ホセ・マリア・ミネージャ（マル・デル・プラタ） |

| 2006年11月26日 |

| アルゼンチン                 | 2 – 0    | ブラジル |
| González 66分 · Potassa 68分 | レポート |          |

| エスタディオ・ホセ・マリア・ミネージャ（マル・デル・プラタ） |

## 優勝国
| 2006 スダメリカーノ・フェメニーノ優勝国 |
| --------------------------------------- |
| · アルゼンチン · 初優勝                 |

## 他大会出場権獲得国
2007 FIFA女子ワールドカップ
本大会出場
- アルゼンチン（優勝）
- ブラジル（準優勝）

2008年北京オリンピック
本大会出場
- アルゼンチン（優勝）

大陸間プレーオフ出場
- ブラジル（準優勝） - ガーナに勝利してオリンピック出場